# Тихоокеанський кубок 1996
Тихоокеанський кубок 1996 (англ. 1996 Women's Pacific Rim Championship) — міжнародний жіночий хокейний турнір, що проводився під егідою Міжнародної федерації хокею із шайбою (ІІХФ). Турнір відбувався з 1 по 6 квітня 1996 року у Річмонд.

## Учасники та формат турніру
Чотири збірні брали участь у турнірі:
- Канада
- Китай
- Японія
- США

Турнір складався з двох етапів, на першому команди грали в одне коло, на другому в плей-оф виявляли переможця турніру.

## Попередній етап
| М. | Збірна | І | В | Н | П | Ш    | О | Канада | США  | КНР | Японія |
| -- | ------ | - | - | - | - | ---- | - | ------ | ---- | --- | ------ |
| 1. | Канада | 3 | 3 | 0 | 0 | 16:2 | 6 |        | 3:2  | 1:0 | 12:0   |
| 2. | США    | 3 | 2 | 0 | 1 | 21:5 | 4 | 2:3    |      | 4:2 | 15:0   |
| 3. | Китай  | 3 | 1 | 0 | 2 | 6:6  | 2 | 0:1    | 2:4  |     | 4:1    |
| 4. | Японія | 3 | 0 | 0 | 3 | 1:31 | 0 | 0:12   | 0:15 | 1:4 |        |

## Плей-оф

### Півфінали
- Канада —  Японія 18:0
- США —  Китай 5:0

### Матч за 3 місце
- Китай —  Японія 5:1

### Фінал
- Канада —  США 4:1

## Підсумкова таблиця
| М  | Команда |
| -- | ------- |
|    | Канада  |
|    | США     |
|    | Китай   |
| 4. | Японія  |